# Agnes und seine Brüder
Agnes und seine Brüder ist ein deutscher Spielfilm aus dem Jahr 2004.

## Handlung
Werner, Hans-Jörg und Agnes, die vor ihrer Geschlechtsangleichung unter dem Namen „Martin“ lebte, sind Geschwister. Der älteste Bruder, Werner, ist grüner Staatssekretär im Bundesumweltministerium und hat als großes politisches Ziel die Einführung des europaweiten Dosenpfands. Die Figur wurde als Anspielung auf den Grünen-Politiker Jürgen Trittin gedeutet. Seine Ehe mit Signe ist in der Krise, sein Sohn Ralf filmt ihn in den peinlichsten Situationen. Hans-Jörg ist Bibliothekar in einer Universitätsbibliothek. Sein größtes Problem ist seine Sexsucht. Er stellt Studentinnen nach, beobachtet sie und masturbiert auf der Damentoilette. Agnes lebt mit einem proletenhaften Lover zusammen, der sie jedoch ständig beschimpft und schließlich aus der Wohnung wirft. Das Verhältnis der drei Geschwister zum egozentrischen Vater Günther ist unterschiedlich. Werner sieht die Besuche bei ihm mehr als Pflicht an, Hans-Jörg hat einen regelrechten Hass gegen seinen Vater, da er vermutet, dass dieser sein jüngstes Kind als Kind missbraucht hat, was dann zu Transgeschlechtlichkeit geführt habe. Einzig Agnes’ Verhältnis zum Vater scheint halbwegs intakt zu sein.
Hans-Jörgs voyeuristische Aktivitäten am Arbeitsplatz werden entdeckt, und er verliert seinen Job. Nachdem er einen weiteren Besuch Agnes’ beim Vater beobachtet, kommt er zu dem falschen Schluss, dass er mit seinen Missbrauchsvermutungen richtig liegt, und erschießt den Vater nachts. Daraufhin wendet er sich an Manni Moneto, einen Pornoproduzenten, den er in seiner Selbsthilfegruppe für Sexsüchtige kennengelernt hat. Während des Drehs lernt er hier die attraktive Desirée kennen, in die er sich verliebt und der er von seiner Tat erzählt. Sie schlägt ihm vor, sich gemeinsam ins Ausland abzusetzen. Er verabschiedet sich von Agnes, ohne ihr zu offenbaren, dass er ihren Vater ermordet hat. Schließlich stirbt Agnes an ihrer Erkrankung, erinnert sich aber glücklich in der Todesstunde an ihre Kindheit als Martin.

## Sonstiges
Auffällig sind Anspielungen auf andere Filme. So ist die Szene, die Hans-Jörg fälschlich zur endgültigen Annahme bringt, dass sein Vater Agnes missbraucht, sehr ähnlich im Film American Beauty zu finden. Auch bei Fassbinder und Tarantino bedient sich Roehler durch Motive und Anspielungen. Es gibt Anleihen bei Jonathan Franzens Roman Korrekturen.
Der Film wurde in Berlin, Köln, Bonn und Wuppertal gedreht. Die Villa des Vaters Günter ist die Villa Herberts, die heute zu Tony Craggs Skulpturenpark gehört.

## Kritiken

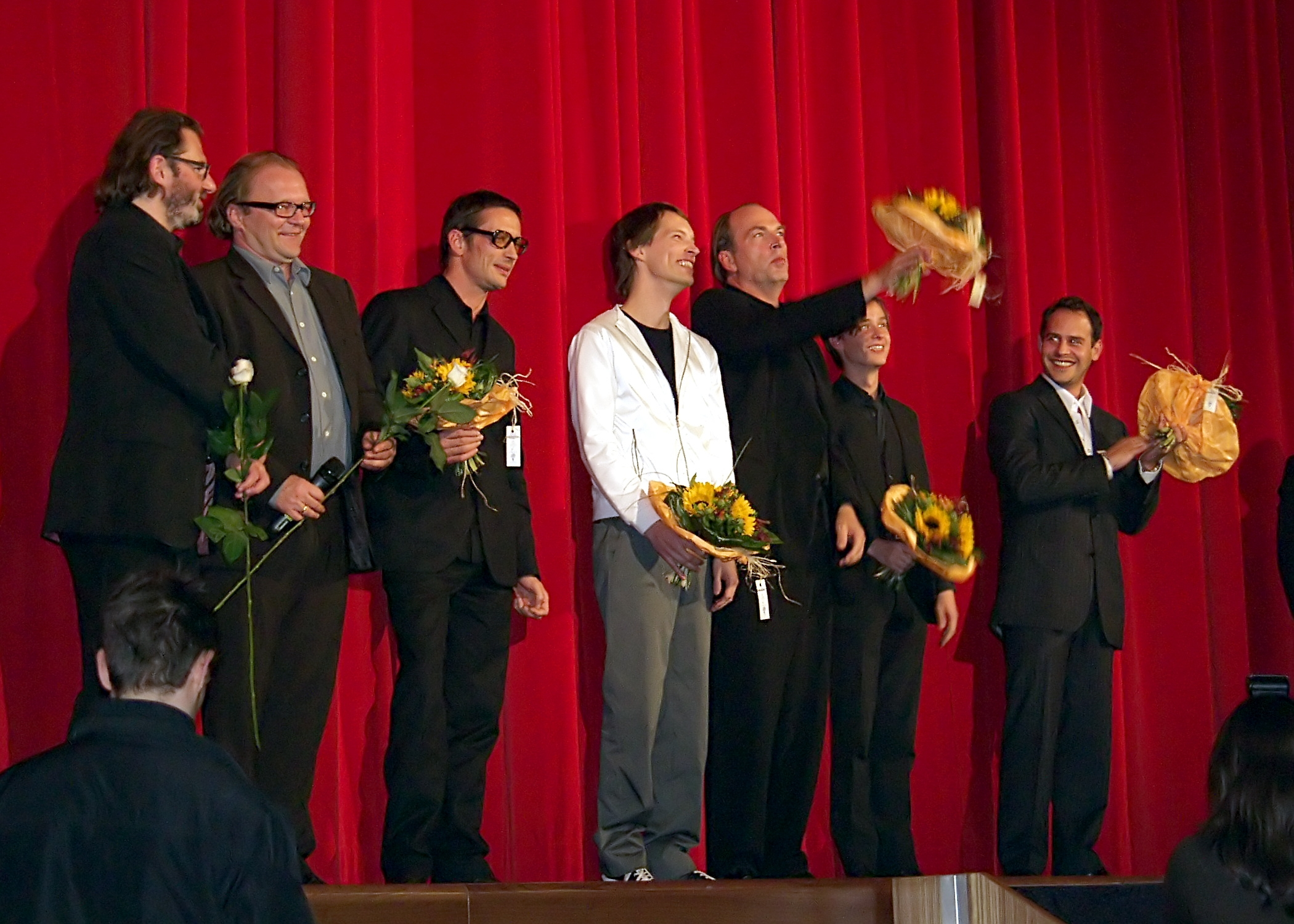
Oskar Roehler (Regie), Martin Weiß, Herbert Knaup, Tom Schilling und Moritz Bleibtreu auf der Bühne der Lichtburg (Essen) nach der NRW-Premiere

- Lexikon des internationalen Films: „Kein Thesenfilm, sondern ein vitaler, mosaikartig gewebter Diskurs mit mancherlei Leerstellen und Assoziationsangeboten, der eine verunsicherte, um Identität und Glück ringende Gesellschaft zeigt. Das hervorragende, strikt gegen den Strich besetzte Darsteller-Ensemble verlebendigt in mitreißender Spiellaune die Figuren, die viel Raum zur Entwicklung bekommen und ihre psychischen Verletzungen und frustrierten Glückserwartungen offenbaren.“
- filmtipps.at: „Was 'American Beauty' für die amerikanische Befindlichkeit war, könnte 'Agnes und seine Brüder' für Deutschland sein: Jedenfalls eine radikale, diskussionswürdige und absolut sehenswerte Gesellschaftssatire.“[3]

## Auszeichnungen
- 2005 – Bayerischer Filmpreis für Oskar Roehler für das beste Drehbuch
- 2005 – Deutscher Filmpreis für Katja Riemann für die beste weibliche Nebenrolle